# Младен Манев
Младен Аліянов Манев (болг. Младен Алиянов Манев; 6 лютого 1989, Тетевен) — болгарський професійний боксер середньої ваги, призер чемпіонату Європи серед аматорів.

## Боксерська кар'єра
На чемпіонаті Європи 2008 програв у другому бою Івану Сенай (Україна).
На чемпіонаті світу 2009 програв у другому бою Костянтину Буга (Німеччина).
На чемпіонаті Європи 2010 став бронзовим призером.
- В 1/16 фіналу переміг Віктора Котюжанського (Молдова) — 9-2
- В 1/8 фіналу переміг Бояна Песича (Чорногорія) — 3-2
- У чвертьфіналі переміг Матьє Бодерліжу (Франція) — 8-4
- У півфіналі програв Даррену О'Ніл (Ірландія) — 0-6

На чемпіонаті світу 2011 переміг двох суперників, а у 1/8 фіналу програв Даррену О'Ніл (Ірландія) — 12-19 і не зумів кваліфікуватися на Олімпійські ігри 2012.
У сезоні 2011—2012 Младен Манев входив до складу мексиканської команди Мехіко Гуеррас в боксерській лізі World Series Boxing (WSB).
2016 року перейшов до професійного боксу, де, виступаючи впродовж 2016 —2021 років, у п'ятнадцяти боях здобув лише три перемоги.